# Yasmina Aziez
Yasmina Aziez, née le 23 janvier 1991 à Lyon 3e, est une taekwondoïste française. Elle a notamment été médaillée de bronze des -49 kg du Championnat du monde 2009 à Copenhague.

## Biographie
Yasmina Aziez a été formée au Taekwondo Club de Vénissieux par les frères Djamel et Zaaradine Maaloum.

## Palmarès

### Championnats du monde
- Médaille de bronze des -49 kg du Championnat du monde 2009 à Copenhague (Danemark)

### Championnats d'Europe
- Médaille d'argent des -49 kg du Championnat d'Europe 2014 à Bakou (Azerbaïdjan)[2]
- Médaille d'argent des -49 kg du Championnat d'Europe 2010 à Saint-Pétersbourg (Russie)
- Médaille de bronze des -53 kg du Championnat d'Europe 2019 à Bari (Italie)
- Médaille de bronze des -49 kg du Championnat d'Europe 2018 à Kazan (Russie)
- Médaille de bronze des -49 kg du Championnat d'Europe 2012 à Manchester (Royaume-Uni)